# Beate Cecilia, Ippolita e Lisabetta
Cecilia Attendoli di Cotignola, Ippolita di Melegnano e Elisabetta (o Lisabetta) (... – Mortara, 22 maggio - 18 luglio - 29 marzo 1530-1531) sono state tre monache italiane.

## Biografia
Le notizie sulle vite delle tre religiose sono praticamente nulle; appartenenti al Terzo Ordine Regolare di San Francesco, vivevano nel Monastero di Santa Chiara in Mortara, ubicato nel territorio dell'attuale Centro Sociale Cappa-Ricci. Elisabetta morì il 22 maggio e Ippolita il 18 luglio dello stesso anno 1530. 
Cecilia, originaria di Cotignola, morì il 29 marzo (forse 9 aprile) dell'anno 1531; di Cecilia si conoscono le virtù e i miracoli che ha compiuto in vita, dopo essere stata portata dal padre, in viaggio verso Milano, al monastero delle Clarisse di Mortara.
Ippolita ed Elisabetta furono probabilmente entrambe originarie di Melegnano. La provenienza di Elisabetta è però dubbia; alcune fonti la citano infatti come Elisabetta da Mortara ; anche sull'origine di Ippolita le notizie sono piuttosto contrastanti, in quanto nel territorio di Olevano di Lomellina si trova una cascina chiamata Melegnana, dalla quale poteva provenire la beata Clarissa.
Il luogo di sepoltura delle tre beate monache è a tutt'oggi ignoto; furono inizialmente seppellite nell'atrio del monastero. Si persero col tempo le tracce della sepoltura, fino al 1701. Si legge in una relazione di don Pietro Francesco Guelfio, confessore del monastero: Premesso un digiuno e dopo una ricerca fatta con ogni diligenza trovarono i corpi delle BB. Ippolita da Melegnano, Cecilia da Cotignola ed Elisabetta da Mortara nell'atrio contiguo alla chiesa ridotti a ossa candide e lucide come soave alabastro, spiranti odore soave, e il 18 giugno, giorno di sabato avanti la terza domenica dopo Pentecoste, li deposero in altra cassa particolare. Pianzola scrive che i corpi ritrovati furono solamente due. 
Con la soppressione del monastero di Santa Chiara, nel 1802, le reliquie furono portate nella Basilica di San Lorenzo; il vescovo Francesco Maria Milesi, nella sua visita pastorale, non riconobbe sufficienti le prove del culto e dell'identità, in quanto l'archivio del monastero era andato distrutto. Ordinò di far sparire in segreto la cassetta, della quale non si seppe più nulla; secondo le cronache di Ercole Delconte, potrebbe anche essere collocata in una zona segreta del sottosuolo della Basilica di San Lorenzo.